# Ursula Röper

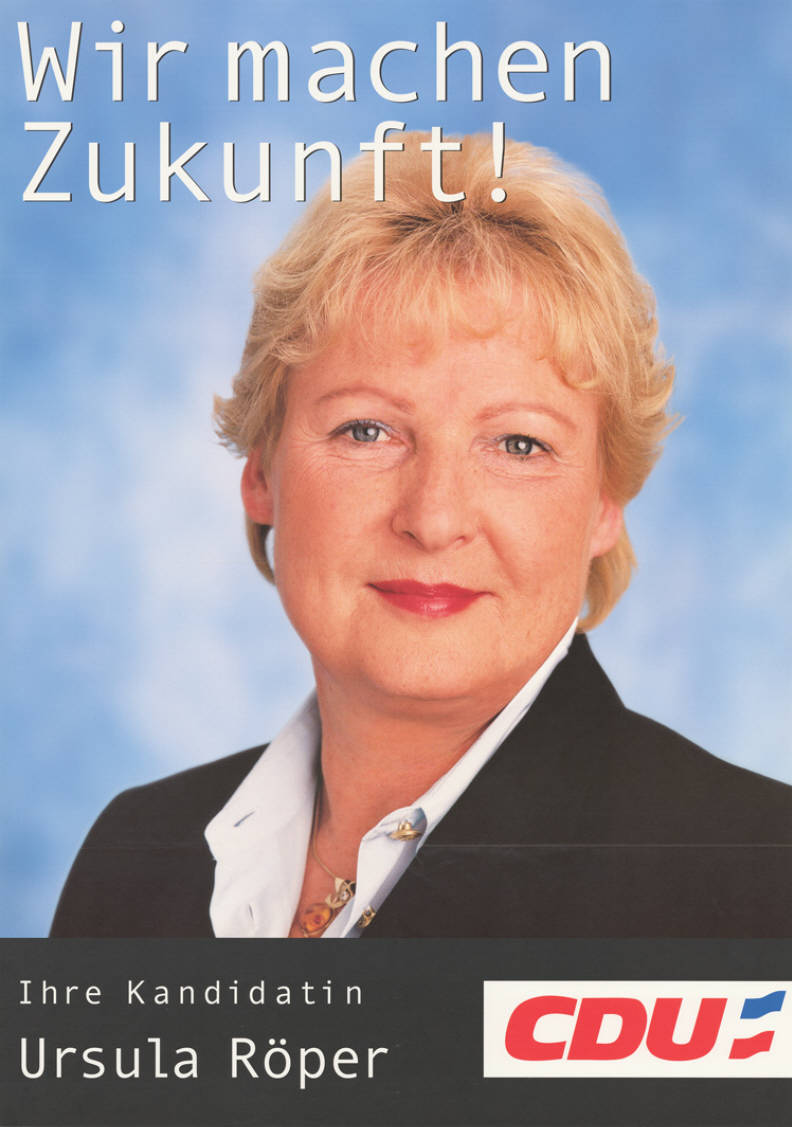
Ursula Röper auf einem Landtagswahlplakat 2000

Ursula Röper (* 6. Juli 1944 in Bensheim; † 11. August 2007 in Steinbergkirche) war eine deutsche Politikerin (CDU).

## Leben
Röper erreichte die mittlere Reife, machte eine kaufmännische Ausbildung und studierte an der Rheinisch-Westfälischen Werbefachschule Köln mit Abschluss als Werbeassistentin. Auf dem zweiten Bildungsweg studierte sie an der Pädagogischen Hochschule Flensburg und erreichte das 1. und 2. Staatsexamen als Grund- und Hauptschullehrerin. Beruflich war sie kaufmännische Angestellte, in der Werbung tätig, Sachbearbeiterin, Lehrerin und Studienleiterin an der Internationalen Bildungsstätte Jugendhof Scheersberg.

## Politische Laufbahn
1969 wurde Röper Mitglied der CDU, wo sie langjährige Vorsitzende der Frauen-Union im Kreis Schleswig-Flensburg und stellvertretende Vorsitzende der CDU Schleswig-Flensburg war. Sie war Vorstandsmitglied in der Arbeitsgemeinschaft Deutsches Schleswig und der Hermann-Ehlers-Stiftung Kiel. Vom 5. Mai 1992 bis 20. März 2000 bis war sie Mitglied des Landtages von Schleswig-Holstein und dort stellvertretende Vorsitzende der CDU-Landtagsfraktion.
1996 wurde sie im Landtagswahlkreis Flensburg-Ost direkt gewählt.